# Slave to the Wage
Slave to the Wage este cel de-al treisprezecelea single al trupei de rock alternativ Placebo, lansat pe 25 septembrie 2000, și cel de-al doilea single de pe albumul cu numărul trei, Black Market Music. A atins poziția a nouăsprezecea în Marea Britanie. Pe această piesă se regăsește un sample din melodia „Texas Never Whispers” a trupei Pavement, compusă de Stephen Malkmus și Scott Kannberg.
Pe primul CD al acestui single apare unul dintre cele mai îndrăgite B-siduri ale trupei, „Leni”. Într-una dintre variantele live (ManRay, 29 martie 2003), Molko a adăugat piesei câteva versuri care aveau să se regăsească mai târziu pe „Space Monkey”, piesa a patra de pe albumul Meds. Pe cel de-al doilea CD se găsește „Holocaust”, un cover după Big Star, trupa lui Alex Chilton.
Versiunea „radio edit” a piesei, care apare pe Once More With Feeling, și care beneficiază și de videoclip, este cu aproximativ douăzeci de secunde mai scurtă decât varianta de pe album. De asemenea, cuvântul „bitch” din versul Sick and tired of Maggie's farm, she's a bitch with broken arms a fost înlocuit de cuvântul „witch” - probabil pentru evitarea cenzurii.

## Lista melodiilor
CD1

Coperta "„Slave to the Wage CD 2”"

1. „Slave to the Wage” (Radio edit) – 3:50
2. „Leni” – 4:39
3. „Bubblegun” – 5:13

CD2
1. „Slave to the Wage” (Album version) – 4:09
2. „Holocaust” – 4:26
3. „Slave to the Wage” (Les Rythmes Digitales remix) – 4:29

## Despre versuri
Expresia „Maggie's farm” este una cu dublu înțeles - face aluzie atât la melodia lui Bob Dylan cu același nume care are ca subiect munca degradantă, cât și la Margaret Thatcher, considerată a fi simbolul conservatorismului și al capitalismului lipsit de scrupule.. Melodia se referă la curajul de a-ți urma visele într-o lume care nu își urmărește decât propriile interese („It's a race for rats to try / It's a race for rats to die” - „race for rats” însemnând ceva în genul „o lume a rechinilor”). Sau, după cum spune Brian Molko: „Cântecul îți spune să te detașezi ca individ din mulțime, să crezi în tine însuți și să ai curajul de a-ți urma visele. Dacă o faci, răsplata de la final este înzecită comparativ cu ceea ce se întâmplă dacă faci ce îți spun părinții să faci. Să obții o slujbă bună, să te căsătorești, să ai 2.4 copii, 1.2 peștișori, 3.6 mașini ... Pentru mulți oameni, asta e rezumatul succesului personal. De aceea atât de mulți oameni trec printr-o criză a vârstei de mijloc. Ating un punct în viețile lor și se întreabă, Și asta e tot?”

## Despre videoclip
Videoclipul este regizat de Howard Greenhalgh (care ajunge astfel la al treilea videoclip realizat în colaborare cu trupa, după o pauză de trei ani). Este inspirat din punct de vedere vizual din filmul Gattaca și, exact ca și piesa, este o ilustrare a tipului de slujbă plictisitoare „de la nouă la cinci”. Filmat într-o clădire cu aspect futuristic, clipul prezintă un grup de funcționari sosind la slujbă de dimineață, în șir regulat și cu fețele golite de orice expresie, în timp ce pe cer se poate vedea o rachetă misterioasă ce decolează. În cadrele următoare, tinerii sunt arătați muncind fără pauză la niște liste cu numere care sunt făcute fâșii imediat ce sunt gata - lucru care este observat la un moment dat de una din fete, care, intrigată, se ridică de la birou și depune pe biroul șefului dosarul, părând hotărâtă să plece. Bărbatul încearcă să o rețină, însă ea se smucește și fuge. Oriunde ar fugi însă, nu există scăpare - rând pe rând, ușa și oglinda de la baie, taxiul cu care ea voia să plece, autobuzul, un manechin de plastic, și, în cele din urmă, propriul ei sacou se transformă în fâșii, sub ochii ei năuciți și sub privirile calme ale lui Molko, Hewitt și Olsdal, care par a fi omniprezenți. În cele din urmă, tânăra pare a găsi soluția potrivită - o ia la goană și nu se oprește decât în liftul care o conduce spre o nouă rachetă ce e gata să decoleze. În acest timp, mișcările ei sunt supravegheate pe un ecran de membrii trupei Placebo și de colegii ei de muncă. Clipul se încheie cu decolarea rachetei și cu zâmbetul satisfăcut al lui Molko, care rostește, ca o concluzie, Run away (Fugi).

## Poziții în topuri
- 19 (Marea Britanie)
- 63 (Franța)